# Uncharted: Незвідане
«Uncharted: Незвідане» (англ. Uncharted), або «Незвідане: Удача Дрейка» — американський пригодницький бойовик режисера Рубена Флейшера, сценарій якого написали Арт Маркум і Метт Холловей. Фільм розповідає історію походження Нейтана Дрейка, головного героя серії відеоігор Uncharted, створеної компанією Naughty Dog. Головні ролі у фільмі виконують Том Голланд, Марк Волберг, Софія Алі, Таті Габріель і Антоніо Бандерас.
Компанія Sony Pictures Releasing планувала випуск фільму в кінотеатрах США на 16 липня 2021 року в форматі IMAX на 70 мм кіноплівці, але в січні 2021 року реліз був перенесений на 10 лютого 2022 року.

## Сюжет
Двоє хлопчиків, вихованців католицького сирітського притулку в Бостоні — Нейтан Дрейк та його старший брат Сем, захоплюються історіями про пошуки скарбів. Зважаючи на своє прізвище, вони вирішують, що є нащадками Френсіса Дрейка. Вони проникають на виставку, де зберігається карта з першого навколосвітнього плавання Магеллана. Сем розповідає Нейтану що насправді Магеллан вирушив у навколосвітню подорож заради золота, і не проплив її до кінця. Сем наважується викрасти карту аби розбагатіти, проте братів схоплює поліція. Сем, щоб не потрапити до в'язниці, тікає, перед цим попрощавшись із братом, і обіцяє колись повернутися.
Минає 15 років, Нейтан працює барменом у Нью-Йорку, але потай краде у багатих відвідувачів ювелірні прикраси. Сем же зник, і Нейтан практично не підтримує з ним зв'язок. Бар відвідує шукач скарбів Віктор «Саллі» Салліван, який зауважує здібності Нейтана та лишає йому свою візитку, обіцяючи цікаву справу. Нейтан приходить за адресою, де Саллі розповідає, що чута в дитинстві легенда правдива: Магеллан помер на Філіппінах, не завершивши навколосвітню подорож, а добуте в плаванні золото загубилося. Саллі пропонує розшукати цей скарб і поділитися часткою золота з Нейтаном. Щоб підігріти цікавість, Саллі обіцяє влаштувати Нейтану зустріч із братом.
Нейтан погоджується допомогти в пошуку скарбу, але для цього треба отримати два старовинних хрести: один уже є у Саллі, а другий виставлятиметься на аукціоні в Бостоні. Хрестом прагне заволодіти багатий родовитий іспанець Сантьяго Монкада, і його найманка Джоан Бреддок, яка в минулому працювала з Саллі.
Нейтану з Саллі вдається викрасти хрести, і вони вирушають до Барселони, де до них приєднується знайома Саллі, Хлоя Фрейзер. Згідно з підказками, золото Магеллана сховано в Барселоні під базилікою Санта Марія дель Піно. На місці команда знаходить прохід у підземелля, Нейтан з Хлоєю завдяки першому хресту спускаються туди, але спрацьовує пастка, що затоплює підземелля. Саллі нагорі доводиться вставити другий хрест у шпарину, розташовану тепер у велелюдному фастфуді. В цей же час Джоан намагається відібрати хрест, але Саллі встигає вставити його в шпарину та врятувати цим Нейтана з Хлоєю. В підземеллі вони виявляють лише глеки з сіллю. Та в одному з них виявляється карта, що вказує на філіппінський острів.
Несподівано Хлоя, погрожуючи пістолетом, відбирає карту й тікає. Саллі зізнається Нейтану, що дізнався деталі про скарб від Сема, котрого вбила Джоан. Нейтан відмовляється шукати золото далі та свариться з Саллі через те, що той обманув його заради грошей. Але зрештою Нейтан погоджується завершити братову справу.
Шукачі скарбів вилітають на Філіппіни слідом за Сантьяго, Хлоєю та Джоан. Під час польоту Джоан зраджує Сантьяго і вбиває його, переманюючи його поплічників працювати на себе. Хлоя змушена тікати, їй допомагає Нейтан, який пробрався на літак разом із Саллі. На підльоті до острова стається бійка, Саллі вистрибує з літака з парашутом, а Нейтан випадає з вантажами. Нейтану та Хлої вдається зачепитися за ящик і розкрити його парашут. Обоє приводнюються в океані, а потім дістаються до берега. Один з відпочивальників коментує, що бачив таке в одній грі. Нейтан і Хлоя досліджують у готелі листівки, які Сем посилав протягом 15 років. У них Нейтан знаходить підказку з координатами скарбу, проте не довіряє Хлої, тому повідомляє їй інші цифри.
Коли Нейтан знаходить загублені кораблі експедиції Магеллана в печері, до нього приєднується Саллі. Вони знаходять золото, але їх вислідковує експедиція Джоан і піднімає кораблі на вертольотах. Саллі встигає взяти лише рюкзак із золотом, а потім захоплює один із вертольотів. Однак, він жертвує і рюкзаком, щоб витягнути за собою Нейтана. Той збиває один вертоліт з гармати, Джоан через це падає у воду, а слідом на неї падає корабель. Відлітаючи, Нейтан та Саллі бачать Хлою на катері, яка розуміє, що Нейтан обдурив її. Саллі засмучено каже, що тепер скарби належать уряду Філіппінів, проте Нейтан підбадьорює друга, показуючи кілька шматків золота, які він сховав у кишені.
У сцені після титрів в'язень пише Нейтану листівку, підписуючи її «С.».
У другій сцені після титрів Нейтан намагається домовитися з ґанґстером Гейджем про отримання нацистської карти в обмін на перстень, який колись належав Френсісу Дрейку. Гейдж погоджується, але обманює Нейтана, забираючи і карту, і перстень. Та з'являється Саллі, Нейт повертає перстень і мапу, вони обоє виходять за двері і потрапляють у халепу...

## У ролях
- Том Голланд — Нейтан «Нейт» Дрейк: молодий мисливець за скарбами, який претендує на звання нащадка знаменитого англійського дослідника сера Френсіса Дрейка.
- Марк Волберг — Віктор «Саллі» Салліван: однодумець Дрейка в справі пошуку скарбів, його наставник і людина, до якої Дрейк ставиться, як до батька, попри його прагматизм.
- Антоніо Бандерас — Сантьяго Монкада: безжальний шукач скарбів і антагоніст фільму.
- Софія Тейлор Алі — Хлоя Фрейзер: шукачка скарбів, кохана Нейтана.
- Таті Габріель — Джоан Бреддок: найманиця Сантьяго.
- Пілу Асбек — Гейдж: гангстер.

### Камео Нолана Норта
Коли Нейт і Хлоя виходять на берег, чоловік у шезлонзі запитує, що з ними сталося. А потім говорить, що з ним теж таке було. У цій епізодичній ролі знімається актор Нолан Норт, який озвучує Нейта в серії ігор «Uncharted».

## Виробництво

### Опрацювання
У 2008 році кінопродюсер Аві Арад заявив про те, що він працює з підрозділом Sony над опрацюванням екранізації Uncharted. У відповідь на запитання, поставлене Річарду Лемарчанду, провідному ігровому дизайнеру Naughty Dog, про те, хотів би він бачити екранізацію Uncharted, він відповів: «без коментарів». З тих пір Columbia Pictures підтвердила, що фільм по Uncharted знаходиться в розробці. Спочатку сценаристами фільму повинні були бути Томас Дін Доннеллі і Джошуа Оппенгеймер, а продюсерами — Аві Арад, Чарльз Ровен і Алекс Гартнер. Станом на 30 червня 2009 року було підтверджено, що фільм по Uncharted опрацьовувався вже протягом останніх півтора років. Натан Філліон висловив зацікавленість у тому, щоб зіграти Нейтана Дрейка, і почав у Твіттері кампанію з метою спонукати фанатів підтримати його в цьому починанні. У серпневому інтерв'ю 2010 року Naughty Dog розповіли виданню PlayStation University про те, наскільки вони дійсно близькі до розробки фільму, і що вони довіряють усім тим, хто над ним працює.
8 жовтня 2010 року Дуг Белград і Метт Толмач, спів-президенти Columbia Pictures, оголосили про те, що Девід Расселл повинен був написати сценарій і зрежисирувати фільм в жанрі пригодницького бойовика, що ґрунтується на першій грі в серії. Продюсувати фільм мали були Аві Арад, Чарльз Ровен і Алекс Гартнер.
23 серпня 2012 року Бергер вибув з проєкту для роботи над фільмом «Дивергент», і студія найняла подружжя Маріанну і Кормака Вібберлі для того, щоб переписати сценарій фільму. Сет Роґен і Еван Голдберг в інтерв'ю виданню IGN сказали про те, що їх багато разів просили написати сценарій фільму, але вони завжди відмовлялися. 4 лютого 2014 року видання Deadline повідомило про те, що Сет Гордон буде режисирувати фільм, а останню версію сценарію написав Девід Гуггенхайм. Створення фільму мало було початися на початку 2015 року. Спочатку випуск фільму був намічений на 10 червня 2016 року. 12 листопада 2014 року студія найняла Марка Боала в якості нового сценариста фільму. Після Волберга Кріс Пратт вів переговори про те, щоб зіграти Нейтана Дрейка, але, за повідомленнями, відмовився від цієї пропозиції. 24 червня 2015 року Сет Годрон покинув проєкт для того, щоб працювати над фільмом «Рятувальники Малібу».

### Передвиробництво
У січні 2020 року Рубен Флейшер почав переговори про те, щоб замінити Найта в якості режисера, при цьому випуск фільму був перенесений на 5 березня 2021 року. У лютому 2020 р. було підтверджено, що Флейшер буде режисером фільму, а сюжет фільму буде служити передісторією до ігор. Джерелом, на якому буде ґрунтуватися сюжет фільму, буде виступати четверта частина серії під назвою Uncharted 4: A Thief's End. У березні Антоніо Бандерас, Софія Тейлор Алі і Таті Габріеллі приєдналися до акторського складу фільму, а Арт Макрум і Метт Холловей представили новий сценарій.

### Фільмування
Фільмувальний період розпочався 16 березня 2020 року з фільмування в локаціях, які знаходяться навколо Берліна. Очікувалося, що виробництво фільму буде відбуватися на Studio Babelsberg, але пізніше воно було перенесено до Іспанії. Фільмування стрічки були припинені у середині березня 2020 року внаслідок вибуху пандемії COVID-19. Вважалося, що фільмування відновилися 15 липня 2020 року, однак представник Sony підтвердив ресурсу IGN, що на даний час виробництво фільму все ще не відновлено, і в даний час вони знаходяться на стадії приготувань і сподіваються незабаром його почати. Виробництво фільму відновилося 20 липня 2020 року з дотриманням вимог соціального дистанціювання і носіння масок на знімальному майданчику і за його межами.

## Маркетинг
У травні 2020 року Sony уклала рекламну угоду з компанією Hyundai Motor Group на показ у фільмі її нових моделей і технологій.

## Вихід
Компанія Sony Pictures Entertainment запланувала випуск фільму в США 16 липня 2021 року у форматі IMAX на 70 мм кіноплівці. Спочатку випуск фільму був намічений на 10 червня 2016 року, але потім був відкладений на 30 червня 2017. Пізніше фільм відклали на 18 грудня 2020 року, а потім, після відходу Найта, на 5 березня 2021 року. Надалі випуск фільму був перенесений на 8 жовтня 2021 року, після того як внаслідок пандемії COVID-19 на 5 березня 2021 року був перенесений випуск фільму «Мисливці на привидів: З того світу». Далі випуск фільму перенесли на 16 липня 2021 року, хоча спочатку цього дня збиралися випустити продовження фільму «Людина-павук: Далеко від дому».

## Оцінки й відгуки
На Rotten Tomatoes фільм зібрав 51 % позитивних рецензій кінокритиків. На Metacritic його середня оцінка складає 42 бали зі 100.
Кларисса Лонгрі з газети «Індепендент» описала фільм як розчарування для тих глядачів, які знайомі з першоджерелом. Нейтан і Саллі, за її словами, виглядають однаково некомпетентними, хоча Саллі мав би бути для молодого Нейтана наставником. Як зауважувала критик, «Насправді, в „Uncharted“ є багато такого, що здається випадковим або недостатньо врахованим», при цьому там відсутні характерні для ігор головоломки; а фінал позбавлений того відчуття, присутнього в іграх, що «історію потрібно поважати, а не використовувати для власної вигоди».
Пітер Бредшоу в «The Guardian» відгукнувся про «Незвідане» як про «Ефективну, бездушну голограму фільму», зробивши висновок, що там «Милі шахраї катаються від одного гламурного місця до іншого, і все йде досить гладко, з деякими вражаючими штрихами. Голланд видає все, але решта акторів виглядають дещо менш відданими».
Річард Тренголм для CNET писав, що кінокартина про пригоди Нейтана Дрейка запозичує багато деталей з інших фільмів від «Одинадцяти друзів Оушена» до «Індіани Джонса й Останнього хрестового походу» і «Піратів Карибського моря». «Є зниклий член сім'ї, підказки в щоденнику та епізод із повзанням у катакомбах європейського міста. Це настільки нахабно, що я не можу перерахувати більше схожостей, бо це вважатиметься спойлерами». Проте акторська гра Голланда, пристойні спецефекти та хороша хореографія дозволяють відволіктися від неоригінальності сюжету. «Голланд може бути непереконливим клептоманом, але він вправно краде сцени та серця. Фільм „Uncharted“ може бути крадіжкою з різних кращих фільмів, але це злочин без жертв».